# Kaple svatého Jana Nepomuckého (Grygov)
Kaple svatého Jana Nepomuckého v Grygově je menší sakrální stavba postavená roku 1846 a vysvěcená roku 1849.

## Popis
Půdorys kaple je obdélný, kněžiště je půlkruhové. Vstup do kaple je v průčelí, nad nímž se nachází trojúhelníkový štít, oddělený od spodní části fasády korunní římsou. Ve středu průčelí stavbě dominuje vestavěná hranolová věž se sochou svatého Jana Nepomuckého ve výklenku. Okna po stranách, v zadní části budovy a ve věži jsou půlkruhově zaklenutá. Fasádu člení lizény. Střecha kaple je sedlová a v zadní části zvalbená. Na střeše věže se tyčí čtyřboká lucerna zakončená makovicí s křížkem.